# Heinrich Jonghen
Heinrich Jonghen OCarm († 1312 in Köln) war Weihbischof in Köln.

## Leben
Der ehemalige Provinzial der Karmeliten wurde 1298 Titularbischof von Rhaedestum und Weihbischof in Köln. Unter den Kölner Erzbischöfen Siegfried von Westerburg, Wigbold von Holte und Heinrich II. von Virneburg fungierte er als solcher und während der Sedisvakanz von 1304 auch als Weihbischof des Kölner Domkapitels. Nachdem er 1304 auch als Weihbischof in Mainz geurkundet hatte, starb er 1312 im Kölner Karmelitenkloster.